# 발해국지장편
《발해국지장편》(渤海國志長編)은 1935년 만주 랴오둥(遼東) 사람인 진위푸(김육불)가 저술한 발해의 역사서이다.

## 개요
전지(前志) 2권, 정지(正志) 15권, 후지(後志) 3권의 3부문으로 크게 나뉜다. 전지는 총략 상·하(總略上下)로서, 한국을 비롯하여 중국·일본 등 여러 나라의 문헌에서 발해에 관한 기록을 수집 망라하여 기본 자료로 삼았다. 후지는 문징(文徵)·총고(叢考)·여록(餘錄)으로서 문징은 발해 관계의 시(詩)·문(文)을 모은 것이고, 총고·여록은 저자 자신의 연구·논고(論考)에 해당한다. 전지와 후지를 앞뒤로 끼고 있는 정지는 전통적인 기전체(紀傳體)에 따라 기(紀) 2권(세기·후기), 표(表) 4권(연표·세계표·대사표·속부표), 전(傳) 5권(종신열전·제신열전·사서열전·속부열전·유예열전), 고(考) 4권(지리고·직관고·족속고·식화고)으로 되어 있으며, 이 책의 핵심을 이룬다.
발해를 건국한 사람을 논하면서 대조영(大祚榮)이 고구려 출신임을 분명히 하고, 발해 문화를 고구려 문화의 계승으로 설명하였다. 한국에서는 《삼국사기》 이후로 발해에 대하여 무관심하였는데, 실학자(實學者)가 그 부당성을 지적, 발해사에 깊은 관심을 표시하였다. 유득공(柳得恭)은 《발해고》에서 통일신라를 남국(南國), 발해를 북국(北國)으로 하는 남북국설(南北國說)을 제창하고 삼국사(三國史) 다음에 남북국사를 엮을 것을 역설하였으며, 한치윤은 《해동역사》에서 발해를 고구려·백제·신라·고려와 같은 비중으로 다루었다.

## 평가
중국 본위로 엮어졌기 때문에 발해를 보는 관점과 이론에 모순이 없는 것은 아니나 발해사 연구에 크게 기여하였다.

## 같이 보기
- 발해